# Дилия Оуенс
Дилия Оуенс (на английски: Delia Owens) е американска зооложка и писателка на произведения в жанра драма и научни книги за живота ѝ като учен за дивата природа в Африка.

## Биография и творчество
Родена е на 4 април 1949 г. в Томасвил, Джорджия, САЩ в семейството на Морис Дайкс и Хелън. Има брат-близнак, сестра и брат. Израства родния си град, а семейството прекарва всяко лято в планините на Северна Каролина. Пише от ранна възраст, участва в конкурси в училище.
Завършва специалност „Зоология“ с бакалавърска степен в университета на Джорджия в Атина. По-късно получава докторска степен от Калифорнийския университет в Дейвис за изследванията си за поведението на дивите животни.
През 1971 г. се среща в университета със зоолога и биолог Марк Оуенс и се омъжва за него през 1972 г. Първоначално заминават за Орегон, в помощ на планирането на парк за диви животни.
През 1974 г. продават притежанията си и отиват с еднопосочни самолетни билети в Африка, за да реализират изследователски проект в Централния ловен резерват в пустинята Калахари в Ботсвана (втори по големина в света). Заселват се в долината на река Измама, на повече от 8 часа път от най-близкия цивилизационен пост. Там прекарват 7 години, изучават девствената пустиня и правят пионерски изследвания на чернокожите лъвове и кафявите хиени. Споделят своя опит в популярни и научни публикации – в „Нейчър“, „Journal of Mammalogy“, „Animal Behaviour“ и „African Journal of Ecology“, а по-късно и в книгата „Плачът на Калахари“ от 1993 г. Книгата става бестселър и ги прави известни.
От 1986 г. до 1997 г. двойката работи в Национален парк „Северна Луангва“ в Замбия, където изучава живота на слоновете, а през 90-е години в Мпика. В Замбия са обвинени, че са застреляли бракониер, който убива слонове. Нейната изследователска и природозащитна работа в Африка печели наградата „Златен ковчег“ от принц Бернхард от Нидерландия и наградата на Университета на Калифорния за отлични постижения.
По-късно се заселват в ранчо край Мои Спрингс в окръг Баундари в Северен Айдахо. Написват заедно книгите „Окото на слона“, „Песен за оцеляване“ и „Тайните на Савана“. Удостоени са с наградата „Джон Бъроуз“ за научните публикации.
Първият ѝ роман „Където пеят раците“ е издаден през 2018 г. В романа представя поведенческото въздействие върху млада жена, която е принудена да живее голяма част от ранния си живот без социализация. Книгата става бестселър.
Дилия Оуенс е съоснователка на Фондация „Оуенс“ за опазване на дивата природа в Стоун Маунтийн, Джорджия. Работила е като редактор за списание „Международна дива природа“, изнася лекции в Северна Америка, участва в усилията за опазване на мечката гризли в Съединените щати.
Развеждат се със съпруга си след повече от 40 години съвместен живот. Дилия Оуенс живее в Ашевил, Северна Каролина.

## Произведения

### Самостоятелни романи
- Where the Crawdads Sing (2018)
Където пеят раците, изд. „Лабиринт“ (2019), прев. Лидия Шведова

### Документалистика
- Cry of the Kalahari (1984) – с Марк Оуенс
- The Eye of the Elephant (1992) – с Марк Оуенс
- Survivor's Song (1993) – с Марк Оуенс
- Secrets of the Savanna (2006) – с Марк Оуенс
- Delia Owens in Africa: A Life in the Wild (2019)

## Екранизации
- Където пеят раците (филм), Where the Crawdads Sing